# Alignement de Bennefraye
L'alignement de Bennefraye (ou de Bennefraie) est un alignement mégalithique situé à Vallons-de-l'Erdre (commune déléguée de Freigné) dans le département de Loire-Atlantique, Pays de la Loire, en France.

## Protection
Les menhirs sont classés au titre des monuments historiques le 8 mars 1978.

## Description
L'alignement est constitué de six menhirs de quartz blanc s'étendant sur environ 450 m de long et d'une pierre redressée, peut-être d'origine naturelle, l'alignement s'achevant au sommet d'une colline qui comporte un chaos naturel de blocs de même nature mais plus petits. Le site comportait à l'origine plus de menhirs, mais plusieurs d'entre eux ont été réutilisés pour construire la base du calvaire du Pin. Désormais, l'alignement se compose :
- à l'extrémité sud-ouest, d'un groupe de quatre menhirs (dénommés A à D) alignés sur 9 m de distance[2] ;
- au centre, de deux menhirs (dénommés E et F), distants l'un de l'autre de 6 m[2] ;
- à l'extrémité nord-est, après un espace vide d'environ 230 m où s'élevaient les menhirs réutilisés, une pierre dressée potentiellement naturelle[2].

Selon la tradition locale, le plus gros des menhirs renfermerait une horloge qui sonne les douze coups de minuit et les pierres pousseraient comme des plantes,.